# Sílvia Cruz
Sílvia Isabel Cruz (Lisboa, 29 de Dezembro de 1980) é uma lançadora portuguesa.

Tem como especialidade o lançamento do dardo e representa o Sporting Clube de Portugal desde 2000.
Participou no Campeonato Mundial de Atletismo de 2007 em Osaka, no Japão, apurou-se para essa prova através do recorde nacional de Portugal com a marca de 59,74m.

Não passou das eliminatórias, mas deixou bons indícios por ter ficado no 15º lugar entre mais de 30 concorrentes e por ter ficado a 1,50 metros da final.
Em 2008 participou nos Jogos Olímpicos de Pequim, tendo falhado a qualificação para a final.
Bateu o recorde nacional (já era seu) no dia 21 de Junho de 2008 com a marca de 59,76 metros em Leiria, competindo na Taça da Europa.

## Recordes Pessoais
- Dardo: 59,76 (Leiria - 2008) (Recorde Nacional)
- Peso: 15,36 (Lisboa - 2007)

## Palmarés
Campeonatos Nacionais
- 8 Campeonatos Nacionais Dardo (2000 - 2002 e 2005 - 2009)

Jogos Olímpicos
- (2008 - Pequim) Dardo (qualificações)

Campeonatos do Mundo
- (2007 - Osaka, Japão) Dardo (qualificações)